# Liste der Kulturdenkmale in Langburkersdorf
Die Liste der Kulturdenkmale in Langburkersdorf enthält die in der amtlichen Denkmalliste des Landesamtes für Denkmalpflege Sachsen ausgewiesenen Kulturdenkmale im Ortsteil Langburkersdorf der Stadt Neustadt in Sachsen.

## Legende
- Bild: Bild des Kulturdenkmals, ggf. zusätzlich mit einem Link zu weiteren Fotos des Kulturdenkmals im Medienarchiv Wikimedia Commons. Wenn man auf das Kamerasymbol klickt, können Fotos zu Kulturdenkmalen aus dieser Liste hochgeladen werden:
- Bezeichnung: Denkmalgeschützte Objekte und ggf. Bauwerksname des Kulturdenkmals
- Lage: Straßenname und Hausnummer oder Flurstücknummer des Kulturdenkmals. Die Grundsortierung der Liste erfolgt nach dieser Adresse. Der Link (Karte) führt zu verschiedenen Kartendiensten mit der Position des Kulturdenkmals. Fehlt dieser Link, wurden die Koordinaten noch nicht eingetragen. Sind diese bekannt, können sie über ein Tool mit einer Kartenansicht einfach nachgetragen werden. In dieser Kartenansicht sind Kulturdenkmale ohne Koordinaten mit einem roten bzw. orangen Marker dargestellt und können durch Verschieben auf die richtige Position in der Karte mit Koordinaten versehen werden. Kulturdenkmale ohne Bild sind an einem blauen bzw. roten Marker erkennbar.
- Datierung: Baubeginn, Fertigstellung, Datum der Erstnennung oder grobe zeitliche Einordnung entsprechend des Eintrags in der sächsischen Denkmaldatenbank
- Beschreibung: Kurzcharakteristik des Kulturdenkmals entsprechend des Eintrags in der sächsischen Denkmaldatenbank, ggf. ergänzt durch die dort nur selten veröffentlichten Erfassungstexte oder zusätzliche Informationen
- ID: Vom Landesamt für Denkmalpflege Sachsen vergebene, das Kulturdenkmal eindeutig identifizierende Objekt-Nummer. Der Link führt zum PDF-Denkmaldokument des Landesamtes für Denkmalpflege Sachsen. Bei ehemaligen Kulturdenkmalen können die Objektnummern unbekannt sein und deshalb fehlen bzw. die Links von aus der Datenbank entfernten Objektnummern ins Leere führen. Ein ggf. vorhandenes Icon  führt zu den Angaben des Kulturdenkmals bei Wikidata.

## Langburkersdorf
| Bild                                    | Bezeichnung | Lage                                   | Datierung                                   | Beschreibung | ID       |
| --------------------------------------- | --- | -------------------------------------- | ------------------------------------------- | --- | -------- |
| Direkt Bild zu diesem Denkmal hochladen | Wohnstallhaus mit integriertem Scheunenteil | Anbau 43 (Karte)                       | bez. 1834 (Wohnstallhaus)                   | Obergeschoss Fachwerk, baugeschichtlich von Bedeutung. Giebel verbrettert, mit Ladeluken im Obergeschoss, Fenster im Erdgeschoss und zwei Türstöcke Sandsteingewände, Fenster in originaler Größe. | 09253776 |
| Direkt Bild zu diesem Denkmal hochladen | Wohnstallhaus | Anbau 50 (Karte)                       | 1. Hälfte 19. Jh. (Wohnstallhaus)           | Obergeschoss Fachwerk, baugeschichtlich von Bedeutung. Im Erdgeschoss Sandsteinfenstergewände, Fenster in originaler Größe. | 09253778 |
| Direkt Bild zu diesem Denkmal hochladen | Wohnstallhaus mit integriertem Scheunenteil | Anbau 52 (Karte)                       | 2. Hälfte 18. Jh. (Wohnstallhaus)           | eingeschossig, baugeschichtlich und sozialgeschichtlich von Bedeutung. Eingeschossig, weitgehend ursprünglich erhalten, doppelte Biberschwanzdeckung, Winterfenster. | 09253777 |
|                                         | Sachgesamtheitsbestandteil der Sachgesamtheit Todesmarsch Schwarzheide–Theresienstadt 1945 mit Monolith und Gedenktafel                                                                                          | Dammstraße 1 (Karte)                   | 1983                                        | Sachgesamtheitsbestandteil der Sachgesamtheit Todesmarsch Schwarzheide–Theresienstadt 1945 mit Monolith und Gedenktafel für ermordete KZ-Häftlinge (siehe auch Sachgesamtheit ID-Nr. 09299874) – ortsgeschichtlich von Bedeutung. Der Gedenkstein im Eingangsbereichdes Gutsparks (Sachgesamtheit Rittergut Langburkersdorf ID-Nr 09303128) erinnert daran, dass hier am Morgen des 21. April 1945, fünf Männer erschossen wurden. Die Inschrift lautet: „Dem Schweigen entrissen. Im April lagerten hier Häftlinge aus dem KZ Schwarzheide. Zu ihnen gehörten die Kameraden Trakatsch Josef, Pollak, Nowicki und 2 Franzosen, die hier ermordet wurden. – AG ‚Junge Historiker‘ Sebnitz – Hinterhermsdorf, eingeweiht zum Pfingsttreffen 1983.“.                 | 09299865 |
| Weitere Bilder                          | Sachgesamtheit Rittergut Langburkersdorf mit mehreren Einzeldenkmalen, dazu der Gutspark sowie Wirtschaftsgebäude und Wirtschaftshof sowie Reste der Lindenallee und des Lindenrondells als Sachgesamtheitsteile | Dammstraße 1; 2 (Karte)                | 1611                                        | Sachgesamtheit Rittergut Langburkersdorf mit folgenden Einzeldenkmalen: Schloss (Dammstraße 2), umgebender Wassergraben mit Schlossbrücke, Stützmauern, Terrasse und Balustrade, Wirtschaftsgebäude (Dammstraße 1), südliches Wirtschaftsgebäude (Sebnitzer Straße 47b), Brunnenring im Park und Einfriedungsmauer im Westen, teilweise im Norden und im Südosten des Gutsparks (Einzeldenkmale ID-Nr. 09253768), dazu der Gutspark (Gartendenkmal) sowie westliches Wirtschaftsgebäude (Sebnitzer Straße 47d) und Wirtschaftshof sowie Reste der Lindenallee und des Lindenrondells südöstlich vom Wirtschaftshof als Sachgesamtheitsteile – baugeschichtlich, ortsgeschichtlich, künstlerisch und ortsbildprägend von Bedeutung.                                | 09303128 |
| Weitere Bilder                          | Schloss, Wassergraben mit Schlossbrücke, Terrasse und Balustrade, Wirtschaftsgebäude und Gutsparks (Einzeldenkmale zu ID-Nr. 09303128)                                                                           | Dammstraße 1; 2 (Karte)                | 1611                                        | Einzeldenkmale der Sachgesamtheit Rittergut Langburkersdorf: Schloss (Dammstraße 2), umgebender Wassergraben mit Schlossbrücke, Stützmauern, Terrasse und Balustrade, Wirtschaftsgebäude (Dammstraße 1), südliches Wirtschaftsgebäude (Sebnitzer Straße 47b), Brunnenring im Park sowie Einfriedungsmauer im Westen, teilweise im Norden und im Südosten des Gutsparks – ehemaliges Wasserschloss, 1584 durch Brand zerstört, 1611 Wiederaufbau, 1749 Umbau und Errichtung des Treppenturms, dreigeschossiger Putzbau mit Walmdach, baugeschichtlich, ortsgeschichtlich und künstlerisch von Bedeutung. | 09253768 |
|                                         | Fabrikantenvilla | Dammstraße 5 (Karte)                   | um 1905                                     | zur Blumenfabrik gehörig, zeittypischer Putzbau mit hohem Sockelgeschoss und Zierfachwerk im Giebel, baugeschichtlich und ortsgeschichtlich von Bedeutung. Zierfachwerk, hölzernes Eingangshäuschen, vielgestaltige Dachlandschaft. | 09253771 |
|                                         | Wohnhaus | Dammstraße 6 (Karte)                   | Ende 19. Jh.                                | Obergeschoss Fachwerk, ornamental verschiefert, Zusammenhang mit der Blumenfabrik, baugeschichtlich von Bedeutung. Fachwerk ornamental verschiefert, im Erdgeschoss Sandsteintürgewände. | 09253785 |
|                                         | Wohnhaus | Dorfstraße 7 (Karte)                   | um 1900                                     | zeittypischer Putzbau mit übergiebeltem Mittelrisalit, Drempel mit Zierfachwerk, baugeschichtlich von Bedeutung. Zweigeschossig, Krüppelwalmdach, gegiebelter Mittelrisalit mit Eckrustizierung, Dachüberstand, Zierfachwerk im Traufbereich, Sockel Polygonmauerwerk, sonst Putzfassade, Vorhangbogenfenster, im 1. Obergeschoss gerade Fensterbedachungen. | 09253789 |
| Weitere Bilder                          | Schulgebäude mit Vorplatz | Dorfstraße 16 (Karte)                  | 1903/1905                                   | späthistoristischer, repräsentativer Putzbau mit reich geschmücktem Mittelrisalit, baugeschichtlich, ortsgeschichtlich und straßenbildprägend von Bedeutung. | 09253788 |
|                                         | Wohnstallhaus | Dorfstraße 21 (Karte)                  | 1. Hälfte 19. Jh.                           | Obergeschoss Fachwerk verbrettert, baugeschichtlich von Bedeutung. Fenster Obergeschoss weitgehend in originaler Größe gelassen. | 09253793 |
|                                         | Gasthof mit östlich angebautem Gebäudeteil | Dorfstraße 44 (Karte)                  | 2. Hälfte 19. Jh.                           | ohne modernen westlichen Anbau, Gasthof Putzbau mit Drillingsfenster im Giebel, Satteldach, Seitengebäude Obergeschoss Fachwerk, baugeschichtlich und ortsgeschichtlich von Bedeutung. Giebelständig, zweigeschossig, Vorhangbogenfenster, im Giebel Palladiomotiv und Okulus. | 09253985 |
|                                         | Wohnstallhaus | Dorfstraße 61 (Karte)                  | Ende 19. Jh.                                | Obergeschoss Fachwerk verkleidet, Zeugnis der späten Holzbauweise, baugeschichtlich von Bedeutung. | 09253797 |
|                                         | Wohnhaus | Dorfstraße 65 (Karte)                  | um 1900                                     | Obergeschoss Fachwerk, ornamental verschiefert, spätes Beispiel der Holzbauweise, baugeschichtlich von Bedeutung. Obergeschoss ornamental verschiefert, vollständige Fenstersprossungen, Biberschwanzdeckung. | 09253799 |
|                                         | Wohnhaus | Dorfstraße 67 (Karte)                  | Ende 19. Jh.                                | Obergeschoss Fachwerk, ornamental verschiefert, einfaches Beispiel später regionaltypischer Holzbauweise, baugeschichtlich von Bedeutung. Fenster weitgehend in originaler Größe erhalten, Fachwerk teils verbrettert, teils ornamental verschiefert, Erdgeschoss Sandsteingewände. | 09253800 |
|                                         | Wohnstallhaus und Granittrog | Dorfstraße 69 (Karte)                  | Türstock bez. 1823                          | Obergeschoss Fachwerk verbrettert, Giebel verschiefert, baugeschichtlich von Bedeutung. Giebelseite verschiefert, daher bildprägend, stattliches, auch im Erdgeschoss weitgehend ursprünglich erhaltenes Beispiel traditioneller Holzbauweise, Sandsteintürgewände, alter Lattenzaun mit Granit-Zaunpfeilern, alte Biberschwanzdeckung, Fenster weitgehend in originaler Größe. | 09253801 |
|                                         | Wohnstallhaus | Dorfstraße 82 (Karte)                  | 2. Hälfte 18. Jh., Kern womöglich älter     | Obergeschoss Fachwerk verkleidet, ältere Generation regionaltypischer Holzbauweise, baugeschichtlich von Bedeutung. Dach verschiefert, achtfeldrige Sprossenfenster, Giebelseite verändert, Fachwerk verschalt, alter Dachstuhl, gedrungener Baukörper. | 09253795 |
|                                         | Wohnstallhaus | Dorfstraße 85 (Karte)                  | 2. Hälfte 18. Jh.                           | Obergeschoss Fachwerk verbrettert, ältere Generation regionaltypischer Holzbauweise, baugeschichtlich von Bedeutung. Fenster Obergeschoss originale Größe und teilweise Sprossung, Fenster Erdgeschoss verändert, Fachwerk verbrettert, Frackdach, schiefergedeckt. | 09253802 |
|                                         | Wohnhaus mit Vorlaube | Dorfstraße 90 (Karte)                  | 2. Hälfte 18. Jh.                           | eingeschossig, baugeschichtlich und sozialgeschichtlich von Bedeutung. Dach schiefergedeckt, ehemaliges Umgebindehaus, Erdgeschoss leicht verändert, gedrungener Baukörper mit tief heruntergezogenem Satteldach, Giebel verschiefert, Laube, die von einem Schleppdach ausgeht. | 09253796 |
|                                         | Seitengebäude und winklige Scheune eines Bauernhofes | Dorfstraße 93 (Karte)                  | 20. Jh.                                     | Seitengebäude Obergeschoss Fachwerk verbrettert, Scheune verbretterte Holzkonstruktion, baugeschichtlich und wirtschaftsgeschichtlich von Bedeutung. Fachwerk verbrettert, durchgehend Fenstersprossung, die Seitengebäude ebenfalls in Holzbauweise, Wohnhaus 2011 Abbruch nach Brand, heute Neubau. | 09253804 |
|                                         | Wohnstallhaus, davor 16 Granit-Zaunpfeiler | Dorfstraße 100 (Karte)                 | um 1850                                     | Obergeschoss Fachwerk verbrettert, Giebel verkleidet, baugeschichtlich von Bedeutung. Alte Biberschwanzdeckung, Fenster Obergeschoss in originaler Größe. | 09253798 |
|                                         | Hofmauer mit Torbogen | Dorfstraße 102 (Karte)                 | bez. 1711                                   | ortsgeschichtlich von Bedeutung. Bezeichnet 1711 – M.S., Biberschwanzdeckung, beiderseits des großen Bogens Personenpforten, kleines Dach. | 09253984 |
| Weitere Bilder                          | Wohnstallhaus und Scheune eines Zweiseithofes | Dorfstraße 105 (Karte)                 | 1. und 2. Hälfte 19. Jh.                    | Wohnstallhaus Obergeschoss Fachwerk verbrettert, baugeschichtlich und wirtschaftsgeschichtlich von Bedeutung, bild- und strukturprägend. Fenster Wohnstallhaus Obergeschoss originale Größe, Fachwerk verbrettert, Scheune ebenfalls Fachwerk mit Feldstein-Erdgeschoss, zum Teil mit Eckquaderung, imposante Anlage an der Waldhufe, prägt das Ortsbild mit und zeigt erhaltene Hofstruktur. | 09253808 |
|                                         | Wohnstallhaus und Scheune eines Bauernhofes | Dorfstraße 110 (Karte)                 | 1. Hälfte 19. Jh.                           | Wohnstallhaus Obergeschoss Fachwerk verbrettert, Scheune verbretterte Holzkonstruktion, baugeschichtlich und wirtschaftsgeschichtlich von Bedeutung, bild- und strukturprägend. Hausbäume, Fachwerk verbrettert, Giebel verschiefert. | 09253803 |
|                                         | Wohnstallhaus | Dorfstraße 114 (Karte)                 | 18. Jh.                                     | Obergeschoss Fachwerk verbrettert, baugeschichtlich von Bedeutung. Schieferdeckung, Fenster Obergeschoss weitgehend ursprüngliche Größe. | 09253805 |
|                                         | Wohnstallhaus | Dorfstraße 115 (Karte)                 | Türstock bez. 1837                          | Obergeschoss einst Fachwerk, baugeschichtlich von Bedeutung. Heute massiver Putzbau, zeittypisches Krüppelwalmdach, zwei Eingänge mit Korbbogen, alle Fenster mit Sandsteingewänden. | 09253809 |
| Weitere Bilder                          | Gasthof mit Saalanbau | Dorfstraße 117 (Karte)                 | um 1900, spätere Anbauten                   | Gasthof Obergeschoss Fachwerk mit Kniestock, Saalanbau massiv, baugeschichtlich, ortsgeschichtlich und ortsbildprägend von Bedeutung. Biberschwanzdeckung, Fenster Erdgeschoss originale Sprossung, Erdgeschoss dominanter Eingang mit Bogenabschluss (Schlussstein), Fenster im Erdgeschoss rundbogig, Giebelseite verschiefert. | 09253815 |
|                                         | Wohnhaus | Dorfstraße 118 (Karte)                 | lt. Auskunft 1913, Kern älter               | Obergeschoss Fachwerk, ornamental verschiefert, baugeschichtlich und technikgeschichtlich von Bedeutung. Fenster Obergeschoss in originaler Größe, Erdgeschoss wesentlich älter (ehemaliges Umgebindehaus), hier Sandsteingewände, ornamental verschiefertes Obergeschoss (aufgestockt 1913). | 09253806 |
|                                         | Wohnhaus mit integriertem Scheunenteil | Dorfstraße 120 (Karte)                 | um 1900                                     | Obergeschoss Fachwerk, ornamental verschiefert, baugeschichtlich von Bedeutung. Fenster Obergeschoss gesprosst und in originaler Größe, Schieferdeckung, Obergeschoss ornamental verschiefert. | 09253807 |
|                                         | Wohnstallhaus | Dorfstraße 125 (Karte)                 | aufgestockt ca. 1914, Kern wesentlich älter | Obergeschoss Fachwerk verschiefert, baugeschichtlich von Bedeutung. Erdgeschoss verändert, Obergeschoss verschiefert. | 09253811 |
|                                         | Wohnhaus | Dorfstraße 131 (Karte)                 | um 1850                                     | Obergeschoss Fachwerk verbrettert, baugeschichtlich von Bedeutung. Fenster Obergeschoss weitgehend in originaler Größe, alte doppelte Biberschwanzdeckung, Fachwerk verbrettert. | 09253812 |
|                                         | Wohnstallhaus mit integriertem Scheunenteil | Dorfstraße 132 (Karte)                 | 1. Hälfte 19. Jh.                           | Obergeschoss Fachwerk verbrettert, baugeschichtlich von Bedeutung. Dach verschiefert, Fenster gesprosst und in originaler Größe, verbrettert, Haustüren mit Granitgewände. | 09253810 |
|                                         | Ausgedingehaus | Dorfstraße 138 (Karte)                 | um 1800                                     | eingeschossig, verschalte Holzkonstruktion, baugeschichtlich und sozialgeschichtlich von Bedeutung. Giebelüberstand. | 09253813 |
| Weitere Bilder                          | Ausgedingehaus (Umgebinde) | Dorfstraße 153 (Karte)                 | um 1800                                     | Obergeschoss Fachwerk, im Ort exemplarisch, baugeschichtlich und sozialgeschichtlich von Bedeutung. Noch gute Falzziegeldeckung, an der Giebelseite verbrettert, Umgebinde mit Kopfbändern, Blockstube ausgemauert. | 09253814 |
|                                         | Wohnstallhaus | Laubigtweg 1 (Karte)                   | um 1800 (Wohnstallhaus)                     | Obergeschoss Fachwerk, ornamental verschiefert, baugeschichtlich von Bedeutung. Fenstergrößen im Obergeschoss erhalten, breitgelagerter Baukörper, Obergeschoss und Giebel ornamental verschiefert (dreifarbig), eine Giebelseite verbrettert, Frackdach. | 09253790 |
|                                         | Wohnstallhaus, Seitengebäude und Scheune eines Dreiseithofes | Laubigtweg 21 (Karte)                  | 1. Hälfte 19. Jh.                           | Wohnstallhaus Obergeschoss Fachwerk verschiefert, baugeschichtlich und wirtschaftsgeschichtlich von Bedeutung. Wohnstallhaus: im Obergeschoss Fenster weitgehend originale Größe, im Erdgeschoss verändert, verschiefert, im Giebel ornamental, Scheune und Seitengebäude ebenfalls mit Holzkonstruktion, in ihrer Struktur erhaltene Anlage. | 09253792 |
| Weitere Bilder                          | Wohnhaus (Umgebinde) | Laubigtweg 22 (Karte)                  | 2. Hälfte 19. Jh.                           | Obergeschoss zum Teil Fachwerk, baugeschichtlich und sozialgeschichtlich von Bedeutung. Umgebinde rechts 2/2 Joche, Frackdach. | 09253983 |
| Direkt Bild zu diesem Denkmal hochladen | Wohnstallhaus (ohne massive Anbauten) und Scheune eines Zweiseithofes | Mühlberg 35 (Karte)                    | 1. Hälfte 19. Jh.                           | Wohnstallhaus Obergeschoss Fachwerk, baugeschichtlich und wirtschaftsgeschichtlich von Bedeutung. Im Obergeschoss Fenstersprossung und originale Größe erhalten, Fachwerk verschiefert, Giebel verschiefert, große Scheune: verbrettert, Giebel verschiefert, ortsbildprägend durch erhöhte Lage. | 09253791 |
| Weitere Bilder                          | Wegestein | Raupenbergstraße (Karte)               | 19. Jh.                                     | verkehrsgeschichtlich von Bedeutung. Granitstein mit Inschrift und eiserner Bekrönung (Schale mit Obelisk). | 09253774 |
| Weitere Bilder                          | Wohnstallhaus, zwei Seitengebäude und Einfriedung eines Bauernhofes | Raupenbergstraße 3 (Karte)             | um 1800                                     | Wohnstallhaus Obergeschoss Fachwerk, bild- und strukturprägend, baugeschichtlich und wirtschaftsgeschichtlich von Bedeutung. Wohnstallhaus – Obergeschoss Fachwerk und Giebel verbrettert, Krüppelwalmdach mit langem Dachhecht, Eingangsbereich, Stall mit Gewölbe (originale Fenstergrößen), 1. Seitengebäude: massiv, mit Putzgliederung (Eckrustizierung), mit Drempel und gegiebeltem Mittelrisalit mit Palladiomotiv, zwei Gurtgesimse, 2. Seitengebäude: genauso, ohne Drempel, imposantes, straßenbildprägendes Ensemble. | 09253772 |
| Weitere Bilder                          | Denkmal für die Gefallenen des Ersten Weltkrieges | Raupenbergstraße 3 (gegenüber) (Karte) | nach 1918 (Kriegerdenkmal)                  | ortsgeschichtlich von Bedeutung. Drei nach oben auskragende Granitstelen mit Inschrift auf dreistufigem, runden Sockel. | 09253773 |
|                                         | Wohnhaus und Produktionsgebäude sowie Wohnstallhaus eines ehem. Mühlenanwesens | Raupenbergstraße 6; 6a (Karte)         | um 1900 (Produktionsgebäude)                | Wohnhaus aufwändig gestaltet im Schweizerstil, baulich gut erhaltenes Ensemble, baugeschichtlich, ortsgeschichtlich und technikgeschichtlich von Bedeutung. Wohnhaus mit Kontor (Nr. 6), Kniestock, zierverbrettert, aufwendiges, ornamental verwendetes Fachwerk, Spitzbogenfenster (zweifarbig verglast), im Inneren Interieur des Historismus und des Jugendstils erhalten, weiteres Technikgebäude im gleichen Stil, massives Produktionsgebäude: gelber Klinker, ornamental mit rotem abgegrenzt, profilierte Sandsteingewände, Traufe mit Deutschem Band, am Mittelrisalit Giebel mit zeittypischen hölzernen Zierelementen, Schlussstein der Tür mit Satyrkopf, dahinter massives Wohnstallhaus (Nr. 6a) auf Hakengrundriss, zweigiebelig, Dachüberstände. | 09253770 |
| Weitere Bilder                          | Wohnstallhaus (Umgebinde) | Raupenbergstraße 16 (Karte)            | Ende 19. Jh. (Wohnstallhaus)                | Obergeschoss Fachwerk, baugeschichtlich von Bedeutung. Umgebinde links 2/3/-Joche, traufständig, eine Giebelseite verkleidet, Krüppelwalmdach mit drei Fledermausgaupen. | 09253787 |
|                                         | Bogenbrücke über den Langburkersdorfer Bach | Raupenbergstraße 24 (bei) (Karte)      | bez. 1734                                   | Granit, baugeschichtlich von Bedeutung. | 09253982 |
| Direkt Bild zu diesem Denkmal hochladen | Steinbank | Raupenbergstraße 42 (bei) (Karte)      | bez. 1733                                   | Granit, geschichtlich von Bedeutung. | 09253981 |
|                                         | Mietshaus und Einfriedung | Sebnitzer Straße 11 (Karte)            | Ende 19. Jh.                                | gründerzeitlicher Putzbau, baugeschichtlich von Bedeutung. Zweigeschossig, mit Einfriedung (drei kunstvoll gearbeitete Torpfosten), Mittelrisalit giebelbekrönt (Obelisk), Dachhäuschen, Fensterbekrönungen, Gurtgesims. | 09253780 |
|                                         | Wohnhaus | Sebnitzer Straße 14 (Karte)            | 1920er Jahre                                | Putzbau im Stil der zwanziger Jahre, baugeschichtlich von Bedeutung. Fenster gesprosst, gewalmtes Zeltdach schiefergedeckt, zentraler Zwerchgiebel, Geschosse durch Fußwalme getrennt, Fenster Erdgeschoss mit gearbeitetem Kämpferstein, zwei Altane. | 09253782 |
|                                         | Zolleinnehmerhaus, davor Steinbank und Wegestein | Sebnitzer Straße 27 (Karte)            | 1. Hälfte 19. Jh.                           | heute Wohnhaus, baugeschichtlich, ortsgeschichtlich und verkehrsgeschichtlich von Bedeutung. Kleines, eingeschossiges massives Wohnhaus mit Krüppelwalmdach und gedrungenem Baukörper, Sandstein-Fenstergewände. | 09253663 |
|                                         | Mietshaus | Sebnitzer Straße 28 (Karte)            | Ende 19. Jh.                                | Putzbau mit flachem Mittelrisalit und zeittypisch holzverziertem Giebel, baugeschichtlich von Bedeutung. Massiv, zweigeschossig, Seitenturm, flacher Mittelrisalit mit zeittypisch holzverziertem Giebel, hölzerner Wintergarten über beide Geschosse, sandsteinverzierte Fenster, Erdgeschoss mit selten vorkommender Putzrustika. | 09253781 |
|                                         | Forsthaus | Sebnitzer Straße 39 (Karte)            | um 1900                                     | Putzbau über hakenförmigem Grundriss, teils verbrettert, baugeschichtlich und ortsgeschichtlich von Bedeutung. Auf Hakengrundriss, zweigeschossig, Obergeschoss zum Teil böhmisch verbrettert, Krüppelwalmdach, Zierfachwerk. | 09253898 |
|                                         | Schloss, Wassergraben mit Schlossbrücke, Terrasse und Balustrade, Wirtschaftsgebäude und Gutsparks (Einzeldenkmale zu ID-Nr. 09303128)                                                                           | Sebnitzer Straße 47b (Karte)           | 1611                                        | Einzeldenkmale der Sachgesamtheit Rittergut Langburkersdorf: Schloss (Dammstr. 2), umgebender Wassergraben mit Schlossbrücke, Stützmauern, Terrasse und Balustrade, Wirtschaftsgebäude (Dammstr. 1), südliches Wirtschaftsgebäude (Sebnitzer Str. 47b), Brunnenring im Park sowie Einfriedungsmauer im Westen, teilweise im Norden und im Südosten des Gutsparks – ehemaliges Wasserschloss, 1584 durch Brand zerstört, 1611 Wiederaufbau, 1749 Umbau und Errichtung des Treppenturms, dreigeschossiger Putzbau mit Walmdach, baugeschichtlich, ortsgeschichtlich und künstlerisch von Bedeutung. | 09253768 |
|                                         | Forsthaus und Nebengebäude | Sebnitzer Straße 52 (Karte)            | um 1900                                     | beide Gebäude in Klinkerbauweise, reiche Gliederung durch Fenstergewände, Eckrustizierung und Freigespärre im Giebel, baugeschichtlich und ortsgeschichtlich von Bedeutung. Auf Hakengrundriss, beide Gebäude in rotem Klinker, ornamental mit Sandstein abgesetzt (Fenstergewände, Eckrustika), Krüppelwalmdächer mit glasiertem Biberschwanz, Zierfachwerk. | 09253784 |
|                                         | Vierbogige Eisenbahnbrücke | Wiesenstraße (Karte)                   | 1876                                        | Haustein, baugeschichtlich, technikgeschichtlich und landschaftsgestaltend von Bedeutung. Nach dem Zweiten Weltkrieg mit Sandsteinbögen erneuert. | 09253779 |

## Ausführliche Denkmaltexte
1. ↑  Rittergut Langburkersdorf 

Schloss: in stattlicher dreigeschossiger Renaissancebau mit Walmdach und Treppenturm (W) mit späterer Haube, im Erdgeschoss innen Kapelle mit reicher Ausmalung des 17. Jh., Obergeschoss ein Raum mit Stuckarbeiten, mehrere Holzkassettendecken erhalten, weitere Ausmalungen in einem Turmzimmer. 

Gutspark: Einfriedung: Sandsteinmauer im Westen, Osten, teilweise Norden.
Erschließung: Zugänge: Maueröffnung im Nordwesten, Wegesystem: vorhanden, diagonaler Hauptweg von der Pforte im Nordwesten zum Schloss (analog Zuwegung in den hist. topogr. Karten).
Gartenausstattung: Denkmal 1983 (Monolith und Gedenktafel für ermordete KZ-Häftlinge – siehe ID-Nr. 09299865 – Sachgesamtheitsbestandteil der Sachgesamtheit
„Todesmarsch Schwarzheide – Theresienstadt 1945“). 

Wasserelemente: Schlossgraben (trocken), ehem. Teich im Norden noch im Relief erkennbar, Brunnenschale. Alleen und Baumreihen: Reste der südöstlich anschließenden Lindenallee (Tilia spec.), die bereits auf dem Meilenblatt von 1782 zu sehen ist, erhalten haben sich zwei Altbäume des abschließenden Rondells, zum Teil jüngere Nachpflanzungen. – Einzelbäume: Alter Baumbestand, bestehend u. a. aus Trauerbuche (Fagus sylvatica ‚Pendula‘), Blutbuche (Fagus sylvatica ‚Atropunicea‘), Rotbuche (Fagus sylvatica), Stieleiche (Quercus robur), fünfnadelige Kiefer (Pinus spec.), Bergahorn (Acer pseudoplatanus), Spitzahorn (Acer platanoides), Rosskastanie (Aesculus hippocastanum), Hecken und Sträucher: Rhododendron in Arten und Sorten.
2. 1 2  Schloss Langburkersdorf: 7 × 5 Achsen, dreigeschossig, Walmdach mit zentralem polygonalen Treppenturm mit Laterne von 1749, über dem Portal Wappen der Familien von Wehse und von Ponickau, bezeichnet 1592, von ehemaligem Wassergraben umgeben, Bogenbrücke mit Sandsteinbalustrade, Terrasse, Eingangshalle mit zwei zeitgenössischen Schränken sowie Originaltüren, Kapelle mit Granitgewölbe, bemalt im 17. Jh. mit den vier Jahreszeiten, Wandmalereien mit Pfauen, Tür mit originalen Beschlägen und wertvollem Schloss, Turmzimmer mit bemalter Kassettendecke. 

Das Schloss ein stattlicher dreigeschossiger Renaissancebau mit Walmdach und Treppenturm (W) mit späterer Haube, im Erdgeschoss innen Kapelle mit reicher Ausmalung des 17. Jh., Obergeschoss ein Raum mit Stuckarbeiten, mehrere Holzkassettendecken erhalten, weitere Ausmalungen in einem Turmzimmer. Nebengebäude Nr. 3 kein Denkmal. Einfriedung mit rustikalen Torpfosten. Wirtschaftsgebäude (Nr. 1): Südseite Fachwerk mit großer Durchfahrt und zwei großen Dachhechten.
3. ↑  Schule Langburkersdorf – hakenförmiger Grundriss, Putzfassade, Sandsteinfenster- und -türgewände, hohe Rustika, straßenseitig 2 × 4 Achsen, Mittelrisalit mit Freitreppe und gotisierendem Portal (Wappen), Uhr, Renaissance-Giebel mit Glockenturm, Schmalseiten ebenfalls mit Giebeln, im 1. Obergeschoss rundbogige, profilierte Fenstergewände mit Schlusssteinen, im 2. Obergeschoss gerade Fensterbedachungen, im Risalit durch Dreiecksgiebel akzentuiert, Eingangstür erhalten, Mischung von neugotischen Formen und denen der deutschen Renaissance, Fenster gesprosst und in originaler Größe.